# Gaius Calpurnius Piso (propraetor)
Gaius Calpurnius Piso was een Romein die werd gevangengenomen na de Slag bij Cannae.
Hij was de eerste Calpurnius Piso die in de bronnen opduikt. Hij viel na de Romeinse nederlaag tijdens de slag bij Cannae (216 v.Chr.), samen met 3000 à 4500 Romeinen, in handen van de troepen van Carthago. Kort daarop werd hij, met twee andere senatoren, naar Rome gestuurd om de Carthaagse voorwaarden voor de vrijlating van de gevangenen voor te leggen aan de Senaat.
In 211 v.Chr. was hij praetor urbanus en oordeelde als rechter dat een zoon van Terentius niet het recht had zijn vader te onterven. Daarnaast pleitte hij succesvol dat de Ludi Apollinares, die in 212 v.Chr. voor het eerst gehouden waren, voortaan elk jaar plaats moesten vinden.
In 210 v.Chr. was hij als propraetor aanwezig in Etruria alwaar hij door de dictator Quintus Fulvius Flaccus opdracht kreeg om de leiding over de Romeinse troepen in Capua op zich te nemen. Piso moest ervoor zorgen dat deze stad over zou lopen naar het kamp van de Carthagers. Nadat de Carthaagse dreiging in dit deel van het Italiaanse schiereiland bezweken was, werd Piso het jaar daarop (209 v.Chr.) wederom aangesteld als propraetor van Etruria.

## Voetnoten
1. ↑  Livius, Ab Urbe Condita XXV 41.
2. ↑  Valerius Maximus, VII 7.
3. ↑  Livius, Ab Urbe Condita XXVI 23.
4. ↑  Livius, Ab Urbe Condita XXII 61, XXV 41, XXVI 10, 15, 21, 28, XXVII 6, 7, 21.